# Trác Khê

Vị trí tại Hoa Liên

Trác Khê (tiếng Trung: 卓溪鄉; bính âm: Zhuōxī Xiāng) là một hương (xã) của huyện Hoa Liên, tỉnh Đài Loan, Trung Hoa Dân Quốc (Đài Loan). Hương nằm trên dãy núi Trung ương và có đến 95% diện tích là đồi núi. Hương phát triển về lĩnh vực nông nghiệp và cư dân chủ yếu là thổ dân Đài Loan. Trác Khê có diện tích 1021,3130 km², dân số vào tháng 8 năm 2011 là 6.224 người thuộc 1.660 hộ gia đình, mật độ cư trú chỉ đạt 6,1 người/km².